# (34083) Feretova
2000 PE4 (asteroide 34083) é um asteroide da cintura principal. Possui uma excentricidade de 0.18595760 e uma inclinação de 6.37729º.
Este asteroide foi descoberto no dia 1 de agosto de 2000 por LINEAR em Socorro.